# Cantone di Breteuil (Eure)
Il Cantone di Breteuil è una divisione amministrativa dell'arrondissement di Évreux.
A seguito della riforma approvata con decreto del 25 febbraio 2014, che ha avuto attuazione dopo le elezioni dipartimentali del 2015, è passato da 14 a 50 comuni.

## Composizione
I 14 comuni facenti parte prima della riforma del 2014 erano:
- Les Baux-de-Breteuil
- Bémécourt
- Breteuil
- Le Chesne
- Cintray
- Condé-sur-Iton
- Dame-Marie
- Francheville
- Guernanville
- La Guéroulde
- Saint-Denis-du-Béhélan
- Sainte-Marguerite-de-l'Autel
- Saint-Nicolas-d'Attez
- Saint-Ouen-d'Attez

Dal 2015 i comuni appartenenti al cantone sono i seguenti 50:
- Ambenay
- Les Baux-de-Breteuil
- Bémécourt
- Bois-Anzeray
- Bois-Arnault
- Bois-Normand-près-Lyre
- Les Bottereaux
- Breteuil
- Broglie
- Capelle-les-Grands
- Chaise-Dieu-du-Theil
- Chamblac
- Chambord
- Champignolles
- La Chapelle-Gauthier
- Chéronvilliers
- Le Chesne
- Condé-sur-Iton
- Dame-Marie
- Ferrières-Saint-Hilaire
- Francheville
- La Goulafrière
- Grand-Camp
- Guernanville
- La Haye-Saint-Sylvestre
- Juignettes
- Mélicourt
- Mesnil-Rousset
- Montreuil-l'Argillé
- Neaufles-Auvergny
- La Neuve-Lyre
- Notre-Dame-du-Hamel
- Rugles
- Saint-Agnan-de-Cernières
- Saint-Antonin-de-Sommaire
- Saint-Aubin-du-Thenney
- Saint-Denis-d'Augerons
- Saint-Denis-du-Béhélan
- Saint-Jean-du-Thenney
- Saint-Laurent-du-Tencement
- Saint-Nicolas-d'Attez
- Saint-Ouen-d'Attez
- Saint-Pierre-de-Cernières
- Saint-Quentin-des-Isles
- Sainte-Marguerite-de-l'Autel
- La Trinité-de-Réville
- Verneusses
- La Vieille-Lyre